# Гавин Нюсъм
Гавин Кристофър Нюсъм по-известен като Гавин Нюсъм (на английски: Gavin Christopher Newsom) е 42-рият кмет на Сан Франциско, Калифорния.
Избран е за кмет на 9 декември 2003 г., заемайки мястото на Уили Браун. Той е член на Демократическата партия.